# Psihologie anormală
Psihologia anormală este o ramură a psihologiei care se ocupă de psihopatologie și comportament anormal, adesea într-un context clinic. Termenul acoperă o gamă largă de tulburări, de la depresie la tulburarea obsesiv-compulsivă (TOC) la tulburările de personalitate. 
Domeniul psihologiei anormale include evaluarea, tratarea și prevenirea comportamentului inadaptat. Nu există o definiție exactă a psihologiei anormale, dar avem modalități de a o caracteriza. În lumea clinică, psihologia anormală este caracterizată de cineva care are o abatere statistică de la comportamentele normale sau de cei care tind să fie inadaptabili la ei înșiși sau în societate.
Persoanelor care sunt inadaptate le este greu să-și atingă obiectivele și să se adapteze la cerințele vieții. Aceștia interferează sau sunt perturbatori în funcțiile grupului social. Comportamentul lor este considerat netipic, inacceptabil din punct de vedere social și deviază de la comportamentul oamenilor obișnuiți.  Cauzele sunt adesea simptome ale unei tulburări psihologice anormale și pot fi îmbunătățite cu tratament și terapie.